# Afrikansk lädersköldpadda
Afrikansk lädersköldpadda (Trionyx triunguis) är en sköldpaddsart som beskrevs av Peter Forsskål 1775. Afrikansk lädersköldpadda ingår i släktet Trionyx, och familjen lädersköldpaddor. Inga underarter finns listade.
Afrikansk lädersköldpadda förekommer i större sjöar, floder, estuarium och laguner i Afrika, undantaget södra och nordvästra Afrika. Den förekommer i Nilens flodsystem i Vita Nilen (nedanför Murchisonfallen) och Blå Nilens avrinningsområde, och i de flesta större flodsystem i Västafrika, från Senegalfloden till Kongoflodens biflöden och vidare längs Afrikas västkust till Cunenefloden i norra Namibia. I östra Afrika förekommer den i Turkanasjön (Rudolfsjön) och Albertsjön.
En underpopulation som bedöms som akut hotad finns i floder längs östra Medelhavets kuster (Israel, Libanon, Syrien och Turkiet).
Afrikansk lädersköldpadda kan mäta upp till 95 centimeter som fullvuxen. Arten har ett huvudsakligen akvatiskt levnadssätt och föredrar att leva där det finns sandiga eller leriga bottnar. Den kan komma upp på land för att solbada en stund och för att lägga ägg i sandbankar eller på sandiga stränder.